# Емма Левенштамм
Емма Левенштамм (нім. Emma Löwenstamm, 1 липня 1879, Наход, Австро-Угорщина — 9 січня 1941, Прага, Протекторат Богемії та Моравії) — чесько-німецька художниця і графікиня єврейського походження, скульпторка. Авторка скандально відомого офорта, що зображує шахову партію В. І. Леніна та А. Гітлера. Вважають, що квартира, де нібито відбулася партія, належала сім'ї художниці (засоби масової інформації акцентують увагу на тому, що будинок художниці слугував на початку XX століття «салоном для політичних вільнодумців»).
Основні напрямки творчості художниці — портретна графіка та екслібриси. Довгий час працювала під впливом модерну та символізму, пізніше в її творчості зріс вплив реалізму.

## Життєпис
Народилася в багатодітній сім'ї подружньої пари Бертольда (1833—1913) і Цецилії Левенштамм (уродженої Гольдшмід, 1839—1910). У більшості англомовних статей, у буклеті аукціону Mullock's, деяких чеських джерелах, прізвище художниці пишеться Левенштрамм або навіть Ловенстрамм (нім. Emma Löwenstramm, Emma Lowenstramm), проте її підпис на роботах, що дійшли донині, не містить літери «r», також без цієї літери її ім'я занесено в найавторитетніші сучасні каталоги. Батьки походили зі сімей єврейських учених і рабинів із Кракова та Амстердама, їх долі можна простежити до XVII століття. Серед її предків були Генріх Левенштамм, придворний художник князів Гогенцоллернів-Зігмарингенів, і гравер Леопольд Левенштамм (1842, Амстердам — 1898, Лондон), хороший друг художника Лоуренса Альма-Тадеми, який працював у Лондоні. Батько художниці, Бертольд Левенштам, займався бізнесом у місті Наход (Чехія), де ц народилася Емма.

### Вивчення живопису

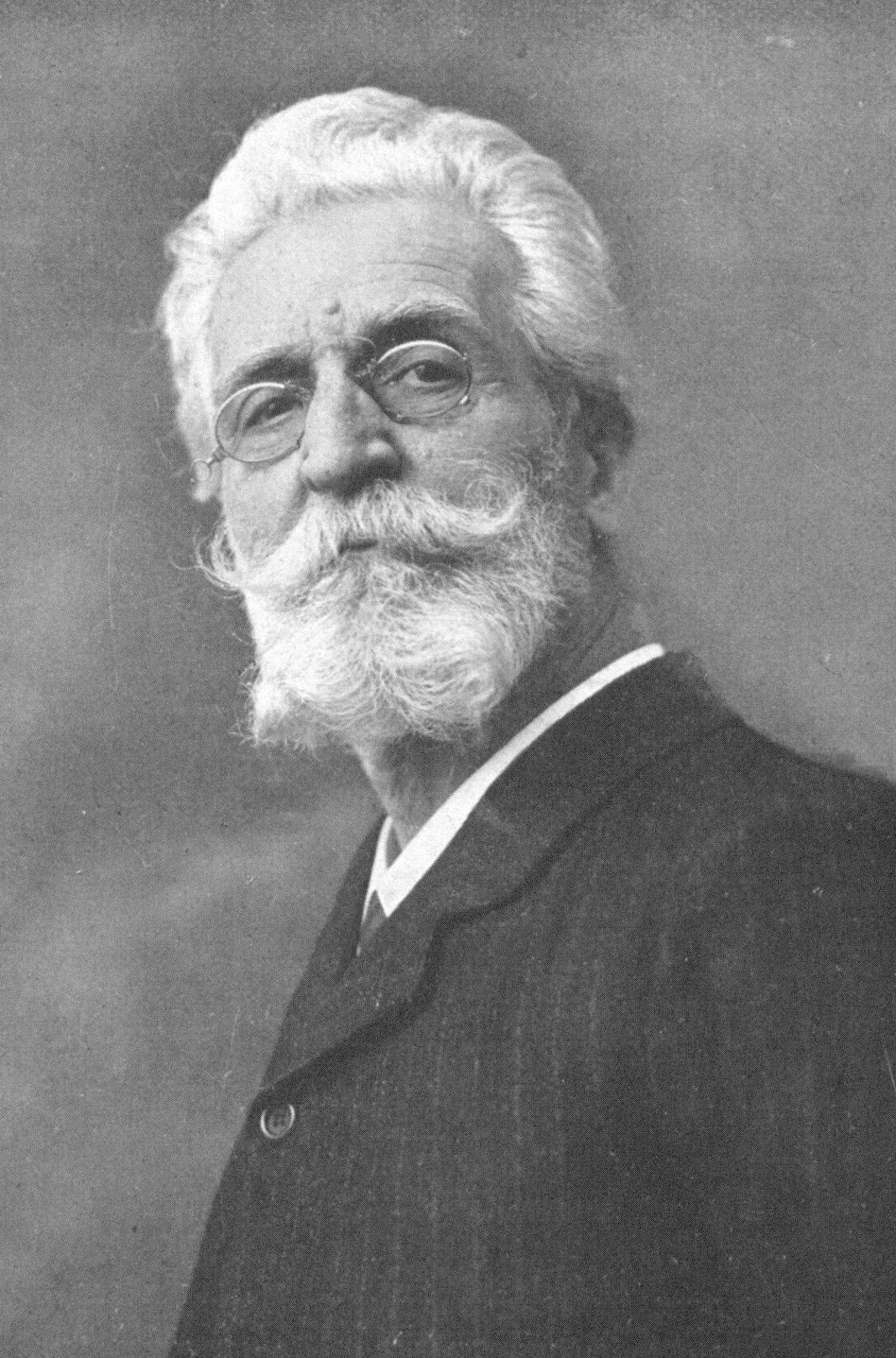
Антон Главачек. 1910 рік

Наприкінці XIX століття сім'я Емми Левенштамм переїхала до Відня, де вона брала приватні уроки графіки та живопису. На рубежі століть відвідувала приватну школу живопису Генріха Штреблова (1862 — ?), 1900—1902 року тут навчався графік Міхель Фінґестен, який, як і Левенштамм, зайняв важливе місце в історії екслібрису. Штреблов відкрив його талант сатирика, надав йому свою студію для роботи та забезпечив перші замовлення для сатиричних журналів. Тоді ж Емма Левенштамм відвідувала курси пейзажного живопису в Антона Главачека, де познайомилася з композиціями та атмосферою стилю модерн. Значно важливішу роль відіграло її навчання у Віденській художній школі в Давида Кона (1861—1922), який свого часу був відомим придворним портретистом. Він одним із перших створив серію портретів польських та угорських євреїв, які були виставлені у Відні у галереї Гольбейн після його смерті 1923 року. Давид Кон, відомий своїми монохромними малюнками червоною крейдою, у яких успішно передавав особливості особистості натурника, був учителем багатьох молодих єврейських художників. Під його керівництвом Емма Левенштамм удосконалила техніку використання пера, вугілля та крейди.

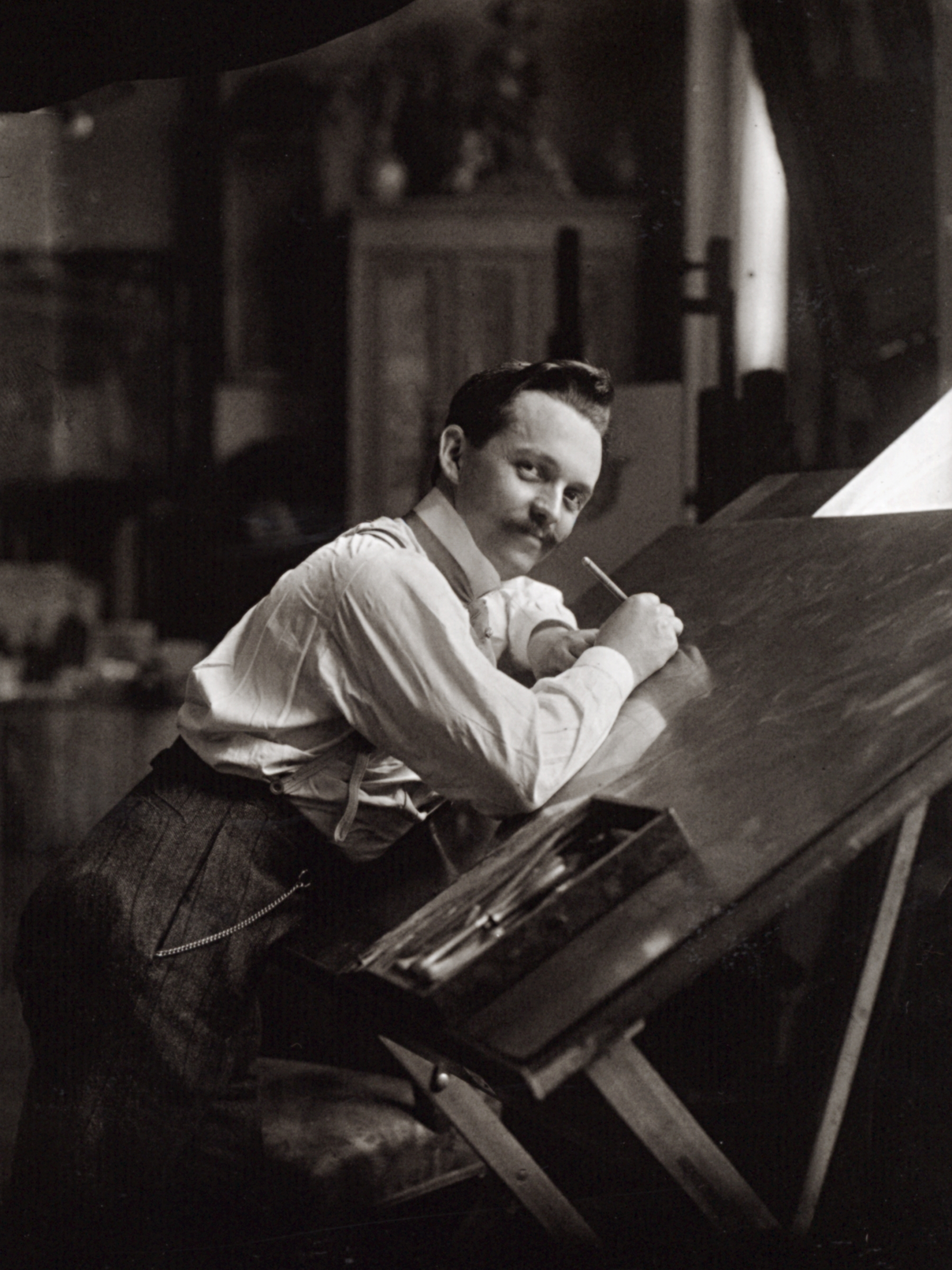
Фердинанд Шмутцер. 1910 рік

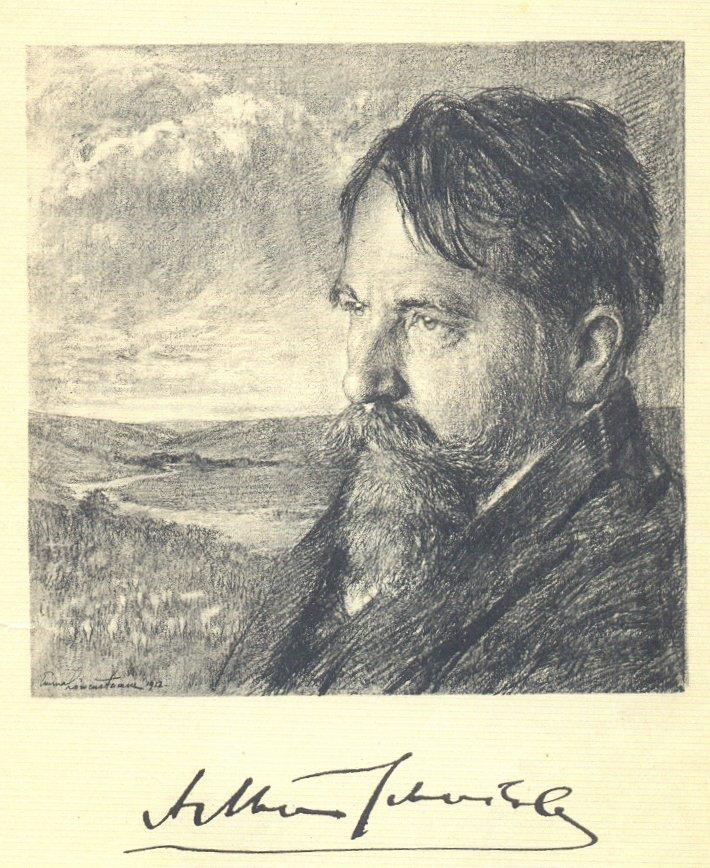
Емма Левенштам. Портрет Артура Шніцлера. 1911

Незабаром вирішила зосередитися на графіці. Її наставником став Фердинанд Шмутцер. Він вважався видатним портретистом і створив близько 300 портретів громадських діячів Австро-Угорської монархії, а пізніше — низку портретів віденських художників, музикантів та вчених. Шмутцер перебував під впливом Віденського сецесіону і спеціалізувався на портретній графіці, вирізняючись блискучою технікою виконання за відсутності технічних та стилістичних експериментів. Емма Левенштамм стала ученицею Шмутцера і робота з ним над різноманітними техніками графіки мала, на думку істориків мистецтва, вирішальне значення для формування її власного стилю.

### Творча діяльність у 1910-ті роки
Першою виставкою Емми, як сформованої художниці, стала експозиція в школі живопису Штреблова 1902 року. У 1911 та 1912 роках її роботи було представлено на виставках австрійського Союзу художників, а в 1912, 1913 та 1914 роках — на виставках екслібрису в Граці, Відні та Лейпцигу. Серйозний успіх прийшов до неї 1916 року на виставці Товариства Альбрехта Дюрера у Відні. Була членкинею Асоціації австрійських художників-портретистів, Товариства австрійського екслібрису та Групи молодих художниць, заснованої 1903 року. Перед Першою світовою війною Емма Левенштам заснувала власну школу живопису і викладала в ній. 1909 року Емма Левенштамм, на думку деяких мистецтвознавців, давала приватні уроки живопису Адольфу Гітлеру.
Створені на замовлення пастельні портрети сучасників були, мабуть, основним джерелом заробітку художниці, але тільки деякі з них збереглися, оскільки багато призначалися для єврейських клієнтів і були знищені під час Другої світової війни разом із сім'ями власників. Припускають, що Емма займалася і живописом, але жодна з її картин олією цього періоду донині не відома. Збереглися досить багато її графічних робіт, переважно портрети та екслібриси.
Це десятиліття — період найінтенсивнішої творчості Емми Левенштамм. У цей час вона виступає представницею другого покоління художників модерну та символізму, які були джерелом її натхнення протягом усього життя, але з помітним впливом реалізму. Мистецтвознавці відзначають тонке передання настрою її героїв, досконалість виконання, ліричність та чуттєвість її робіт, інтимність та виразність передання психології персонажа. У Відні часто відвідувала будинок письменника, театрального критика і видавця Юліуса Фрідріха фон Ганса-Людассі (1858—1922), який був редактором «Wiener Allgemeine Zeitung», була знайома з популярним на той час актором «Бурґтеатру» Адольфом фон Зонненталем, який гастролював Америкою, Європою та Росією та листувався з відомими художниками і філософами свого часу.
Її ранні роботи придбано в колекцію Галереї Альбертіни у Відні та міського музею Зальцбурга. «Єврейський лексикон» 1927 року зазначає, що Левенштамм належать портрети таких діячів культури, як німецький письменник і філософ Герман фон Кайзерлінґ, австрійський письменник, філософ і винахідник Йосиф Поппер-Лінкеус, віденський актор Адольф фон Зонненталь. Портрет Артура Шніцлера (1911 рік) використано на фронтиспісі повного видання творів Шнітцлера, яке 1912 року опублікував С. Фішер.
Художниця опанувала на той час різні техніки: малювання вугіллям, пером, крейдою. Відомо з документів, що вона створювала пейзажі, жанрові картини, але спеціалізувалася на портретних гравюрах та екслібрисах.

### Творча діяльність у 1920-ті та 1930-і роки

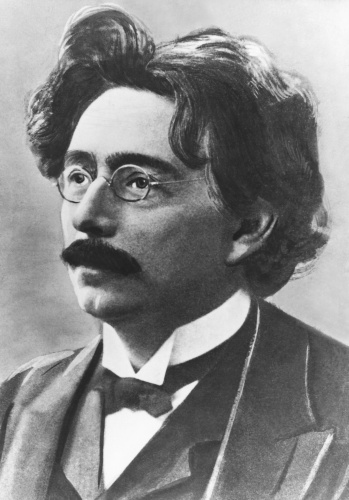
Ернст Віктор Зенкер. До 1926 року

1920 року переїхала зі своїм цивільним чоловіком письменником, журналістом і політиком Ернстом Віктором Зенкером у Яблонець-над-Нисою, де створювала портрети місцевої міської еліти (до цього часу також відноситься кілька портретів її собак). 1922 року стала членкинею Асоціації німецьких художників у Празі. Її роботи 20-х і 30-х років XX століття зазнали значно більшого впливу реалізму XIX століття, ніж раніші, що особливо помітно в увазі до деталей і простоти композиції. Арно Паржик відзначає також посилення в її творчості тенденцій класицизму. У 1920-их — I половині 1930-их років продовжувала брати участь у виставках, представляючи на них як старі, так і нові роботи (перш за все, портрети філософів). У цей час художниця втрачає інтерес до екслібрисів. Так, 1934 року її роботи представлено на виставці в Теплицях, їх було загалом 33, але тільки 4 з них — екслібриси.
Восени 1938 року після окупації Судет німецькою армією їй довелося виїхати до Праги, де вона створила останні графічні роботи. На той час близьким другом художниці став скульптор та графік Рудольф Саудек, який придбав ряд її творів. Останньою відомою її роботою став новий пастельний портрет Теодора Герцля, створений до 36-ї річниці його смерті. Його написано для «Jüdische Nachrichtenblatt» № 30 від 26 липня 1940 року, який на той час був останнім офіційним єврейським журналом у Протектораті Богемії та Моравії. Мистецтвознавці відзначають, що риси Герцля тут м'якші, ніж у колишніх його портретах художниці, а в очах читається занепокоєння та страх за долю свого народу.
Померла Емма Левенштамм у Празі 9 січня 1941 року, ймовірно, через серцевий напад. Фахівець із творчості художниці Арно Паржик припускає, що це також могло бути самогубство, яке набуло тоді поширення серед єврейського населення Чехії. 12 січня 1941 року її поховано на Новому єврейському кладовищі.

## Особливості творчості та відомі роботи

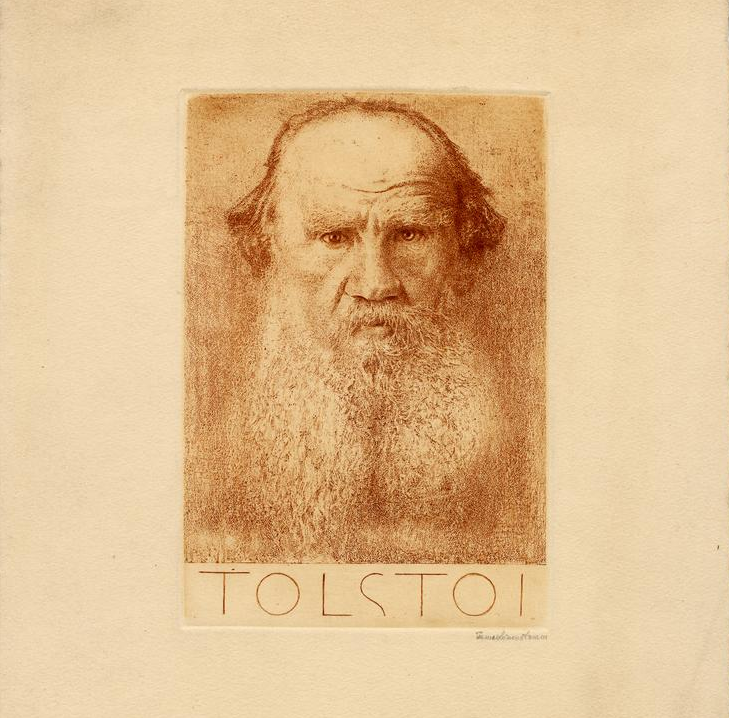
Емма Левенштамм. Портрет Льва Толстого. Початок 1900-их

Емма Левенштамм серйозно цікавилася літературою, ранньому періоду її творчості характерні ідеалізовані портрети видатних особистостей європейського інтелектуального життя минулого та сьогодення. Вони відповідали неоромантичному культу художника та генія, що існував на той час. Однією з важливих робіт у цій серії є графічний портрет Сократа, виконаний за допомогою незвичної для художниці та складної техніки пуантилістів. На основі посмертної маски композитора Емма створила портрет Людвіга ван Бетховена з терновим вінцем. У той час Бетховеном загалом захоплювалися, таку репутацію йому значною мірою спричинила мода на твори Артура Шопенгауера. Крім портрета Бетховена Емма Левенштамм створила портрет Ріхарда Вагнера (також на основі посмертної маски, але в техніці кольорової літографії).
Найбільшу популярність серед робіт художниці, що збереглися, мають офорти і, особливо, екслібриси. Декілька картин Емми Левенштамм нині містяться в зібраннях державних музеїв та приватних колекціях. Два офорти художниці — портрети письменника Артура Шніцлера і японського мікробіолога Хідео Ногуті (1900 і 1922 роки) — входять до колекції музею Метрополітен у Нью-Йорку (інвентарні номери 23.52.36(6) та 1984.120.3).
Еммі Левенштамм належить портрет Льва Толстого. Невідомо, чи були вони знайомі особисто (як, наприклад, з Райнером Марією Рільке, з яким вона познайомилася 1900 року), але портрет здається досить переконливим, хоча й позбавлений будь-яких конкретних подробиць зовнішності письменника. Стилізований портрет духовного лідера єврейського національного руху Теодора Герцля, який вона, ймовірно, створила вже після його смерті 1904 року, також належить до ранньої її творчості. Портрет засновника сіонізму підкреслює його тверду волю та роль пророка. Герцль міг особисто зустрічатися з Еммою у Відні, але, ймовірно, цей портрет заснований не на роботі з натури, а є абстрактним образом ідеального громадського діяча.

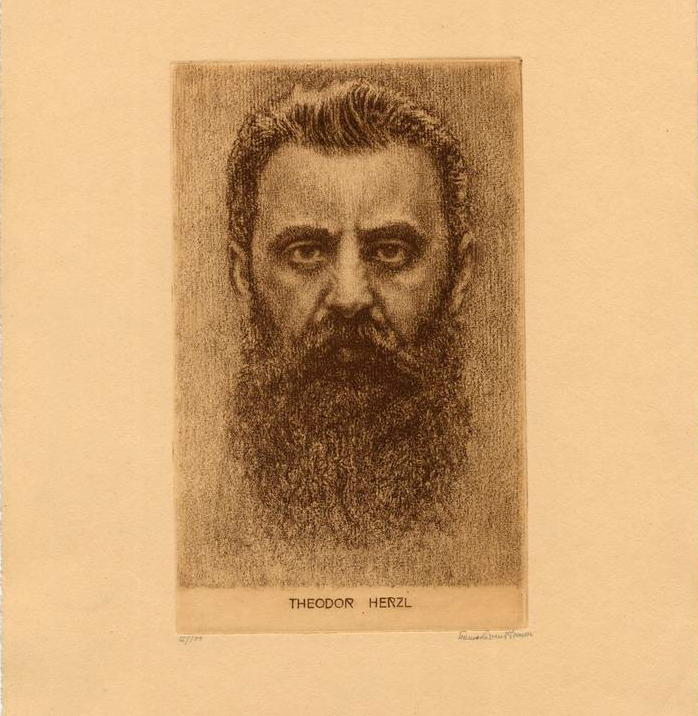
Емма Левенштам. Теодор Герцль. Початок 1900-их

Емма Левенштам, без сумніву, добре знала письменника і драматурга Артура Шніцлера. 1912 року вона створила його портрет (21,5 x 21,5 сантиметрів, ZMP Inv. Nr.: 95.087). Його племінник відвідував школу живопису, а племінниця була одружена з фон Гансом-Людассі, знайомим художниці. Тексти Шніцлера відрізняються чуттєвістю, музичністю, меланхолією та психологізмом, тому тонкий і чутливий стиль малюнка Емми Левенштам прекрасно відповідав своєрідності його стилю. Нахилена голова з широко розплющеними очима і ландшафт на задньому плані викликають у пам'яті мистецтвознавців роман Шніцлера «Шлях на волю» (1908) та його п'єсу «Далека країна» (1911). Для Шніцлера Емма створила тоді два екслібриси, які добре характеризують її стиль. На обох представлено ідилічний ландшафт, на одному — притока Дунаю, на іншому — дорога до старого дуба на березі озера.
Близьким знайомим художниці був Герман фон Кайзерлінґ, автор книги «Філософія як мистецтво», в якій, окрім теорії мистецтва, також розглянуто індійську та китайську філософію, відносини між східною та західною культурами, між сучасною художниці теософією та антропософією Рудольфа Штайнера. Саме під впливом Кайзерлінґа Емма Левенштамм зацікавилася східною філософською думкою, створила портрети засновника даосизму Лао-Цзи та Конфуція. Вплив далекосхідної філософії підкріплювався прямими контактами з японською та китайською культурою, про що свідчать створені художницею портрети японського професора Хідей Ногуті. Їй також належать портрет фізика та філософа Ернста Маха, головного представника емпіріокритицизму, портрет архітектора, голови віденської єврейської громади та засновника першого у світі єврейського музею — Товариства збереження мистецтва та історичних пам'яток єврейства Вільгельма Стяссни, портрет філософа Поля Вейнґартнера та інші роботи, що зафіксували великих представників інтелектуальної та художньої еліти цього часу.
Емма Левенштамм працювала в техніці травлення, яку вона часто поєднувала з технікою акватинти . Проте найулюбленіша техніка художниці для портретів та екслібрисів — м'який лак. За допомогою неї Левенштамм експериментувала з формами зображуваних об'єктів і тонкими нюансами. Донині відомі 35 екслібрисів художниці. Зазвичай це ландшафтні мотиви в поєднанні з оформленням графічного аркуша в стилі ар-нуво. Екслібриси створено переважно під час віденського періоду її творчості. Мистецтвознавці особливо виділяють екслібрис, створений для французького письменника Ромена Роллана. Високо оцінено портретну графіку та екслібриси Емми Левенштамм у статті Л. Кенігсберґера в щорічнику Австрійського товариства екслібрисів за 1918 рік. Автор стверджує, що ім'я Емми Левенштамм широко відоме у світі мистецтва (до 1918 року вона створила близько 25 книжкових знаків). Привертає увагу істориків мистецтва багатство сюжетів, тонкий смак і ретельне виконання. Вони зображують природу: дерева, що стоять окремо, ліс, струмок або річку, озеро або море.

### «Портрет подружжя»

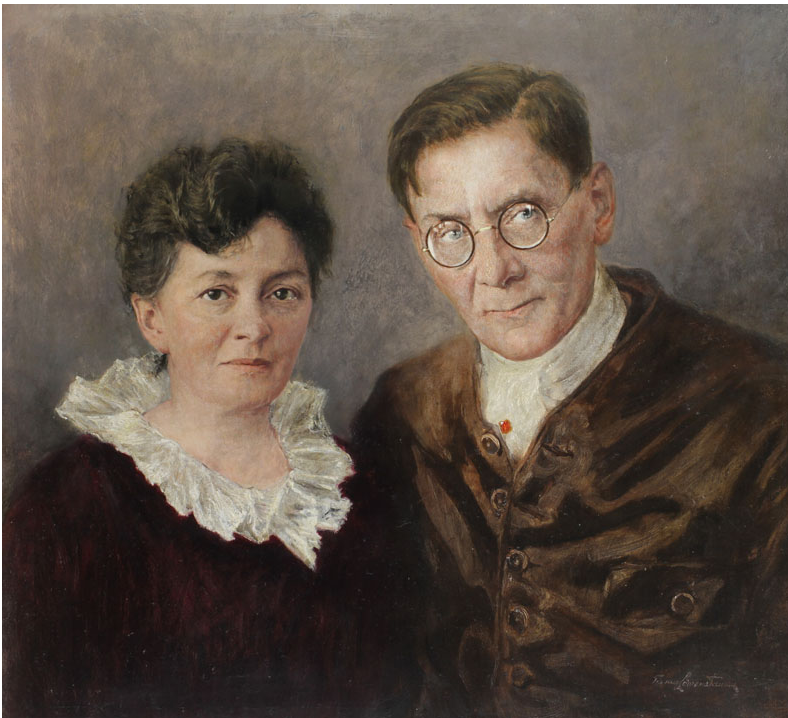
Емма Левенштам. Портрет подружжя. Близько 1941 року

Серед збережених і доступних мистецтвознавцям живописних робіт Левенштамм високими художніми якостями виділяється подвійний портрет невідомої подружньої пари в зрілому віці (масло, дерево, 45,5 x 51 сантиметр, датовано 1941 роком). Картина опинилася в колекції Галереї міста Ліберця 1951 року, надійшла сюди з Музею скла та ювелірних виробів у Яблонці-над-Нисою. Можна тільки припускати, як вона опинилась у колекції Музею, можливо, це сталося внаслідок конфіскації під час або після Другої світової війни. Кого зображено на подвійному портреті, встановити неможливо. Мистецтвознавці припускають, що це одне з полотен, виконаних на замовлення в Яблонці-над-Нисою.
Настороженість чоловіка, тривожні відблиски на його широких стеклах окулярів і незадоволені стиснуті губи врівноважує бадьорість і доброзичливість зображеної поряд із ним жінки, у фігурі та обличчі якої, проте, виражена втома. З одного боку, художниця тонко і психологічно правильно написала обличчя персонажів, з іншого боку вона поверхово підійшла до зображення їхнього одягу та положення тіла. Використовуване в картині тло і техніка виконання (на дереві, а не на полотні) викликають припущення істориків мистецтва про те, що натхнення Емма Левенштамм черпала в роботах старих німецьких майстрів. Наслідування їхньої творчості було поширеним серед німецькомовних художників Чехословаччини між двома світовими війнами.

### «Гра в шахи: Ленін із Гітлером— Відень 1909»
1984 року з'явилося перше повідомлення про існування в приватній колекції правнука домоправительки художниці Фелікса Еднгофера офорта Емми Левенштамм «Гра в шахи: Ленін з Гітлером — Відень 1909» (іноді назву вказують як «Гітлер грає в шахи з Леніним» (англ. «Hitler playing chess with Lenin»)), на якому, за твердженням деяких мистецтвознавців та істориків, зображено сцену шахового поєдинку між двома політиками, який нібито відбувся у Відні 1909 року. Більшість мистецтвознавців, однак, датує офорт пізнішим часом і не визнає можливості подібної зустрічі насправді.
Широку увагу засобів масової інформації офорт привернув у жовтні 2009 року, коли його виставили на аукціоні Mullock's за 40 000 фунтів стерлінгів (64 000 доларів США) під назвою «A Chess Game: Lenin with Hitler — Vienna 1909». Разом із офортом його власник виставив і комплект шахів, які, за твердженням власника, були на ньому (ціну на них також було визначено в 40 000 фунтів стерлінгів). Продати їх не вдалося через сумніви у справжності. При подальших спробах продажу до офорта додавали досьє, що доводить авторство, а також свідчення того, що Емма Левенштамм давала уроки живопису Гітлеру. Після зниження стартової ціни останній раз офорт, досьє та шахи з'явилися 19 квітня 2011 року в аукціонному каталозі Mullock's (лоти № 570 та 571), після чого їхня доля невідома.

## Галерея

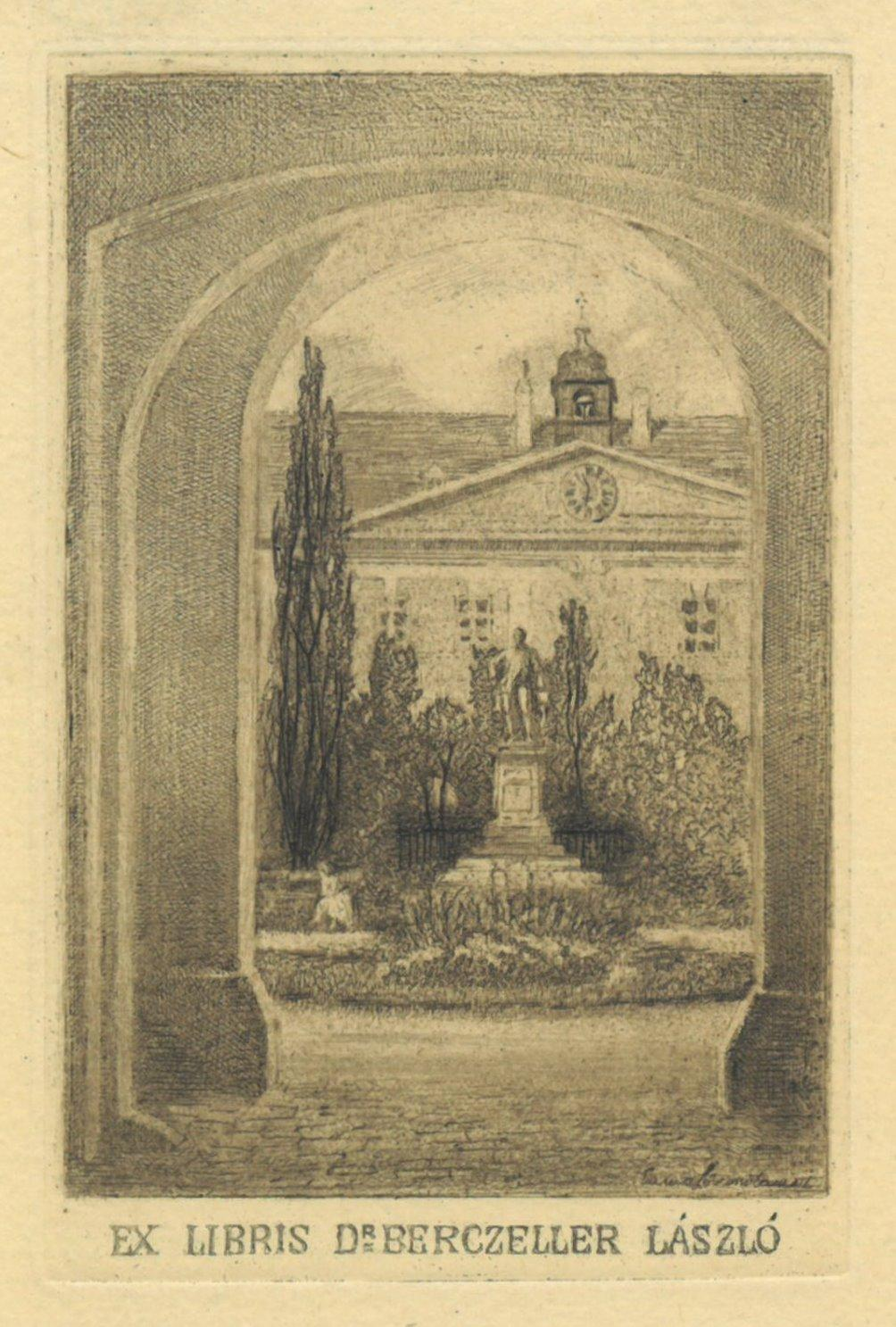
Емма Левенштамм. Екслібрис Ласло Беркцеллера. Близько 1910 року
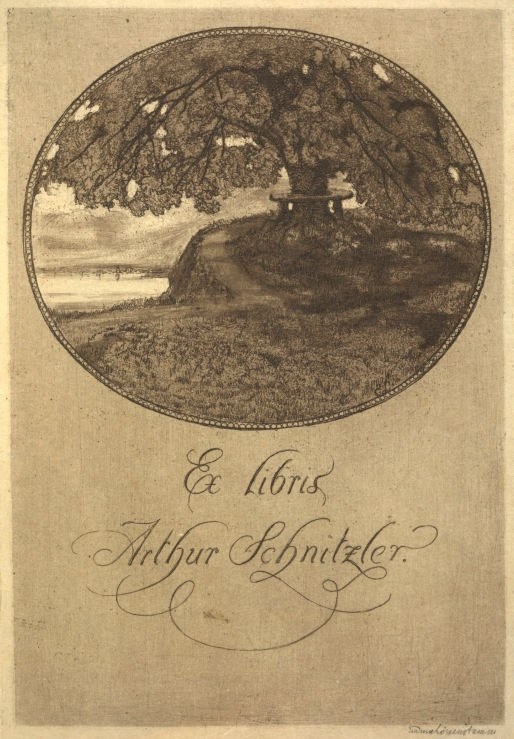
Емма Левенштамм. Екслібріс Артура Шніцлера, 1931 рік
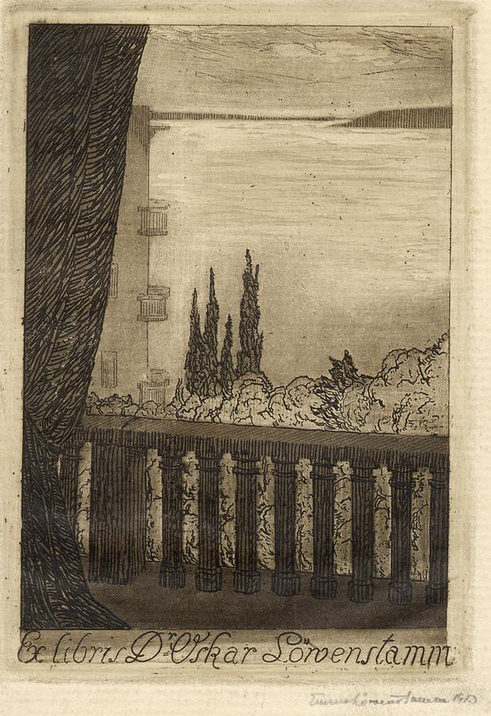
Емма Левенштамм. Екслібріс Оскара Левенштамма. 1913 рік
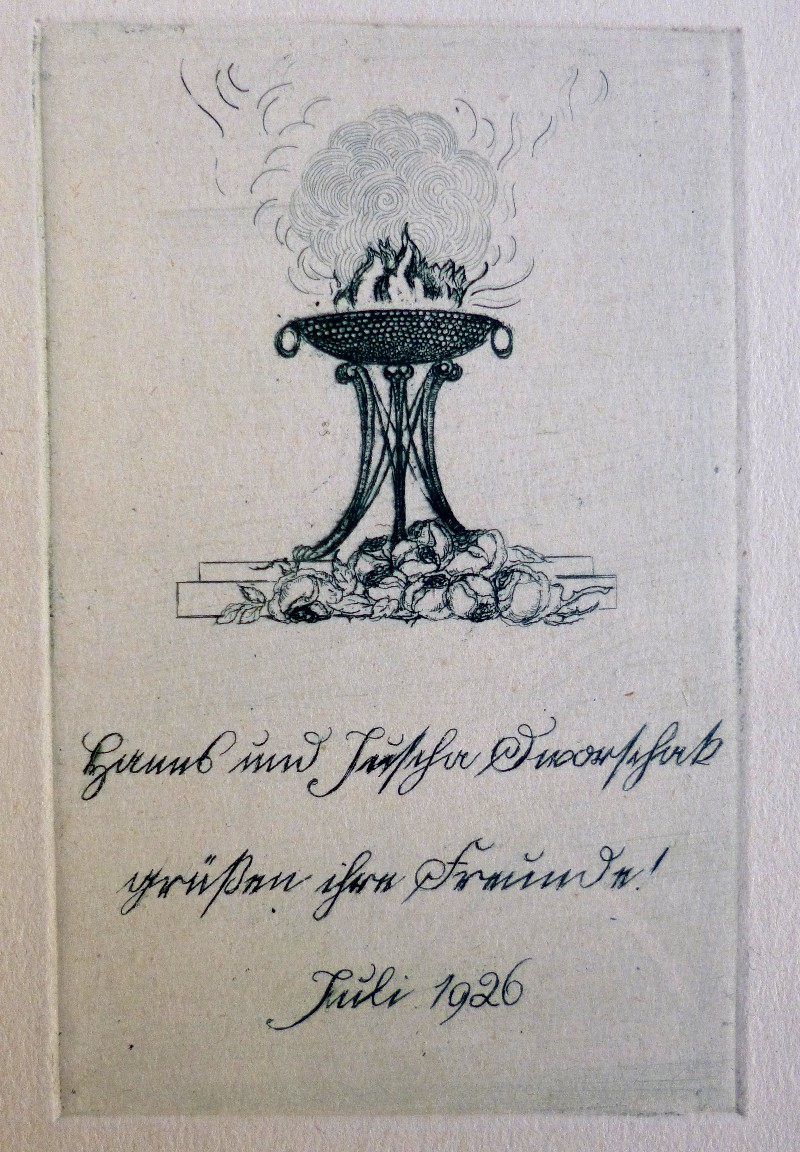
Емма Левенштамм. Офорт. 1926 рік